# 國會一院
国会一院（荷蘭語：Eerste Kamer der Staten-Generaal）是荷兰国会的上议院。现有75名上议员，每四年由12个省的省议会按人口比例，以名單比例代表制將全國作單一選區选出。而由2019年起，除省議員外，加勒比荷蘭的三個島也直選選出選舉人團參與上議員選舉，2023年起僑居國外公民也另選出選舉人團。
一院建立于1815年，正值拿破仑战争结束后，南尼德蘭（今比利时）併入荷蘭聯合王國，隨立新憲而成立。1830年比利时独立後，本院議席數目曾減半。
与国会二院不同，他们每周仅开一天会议。议员往往是一些兼职政客，他们同时还兼有其他职务。一院有权决定同意或否决立法提案，但无权修改或发起立法议案。